# رفاه

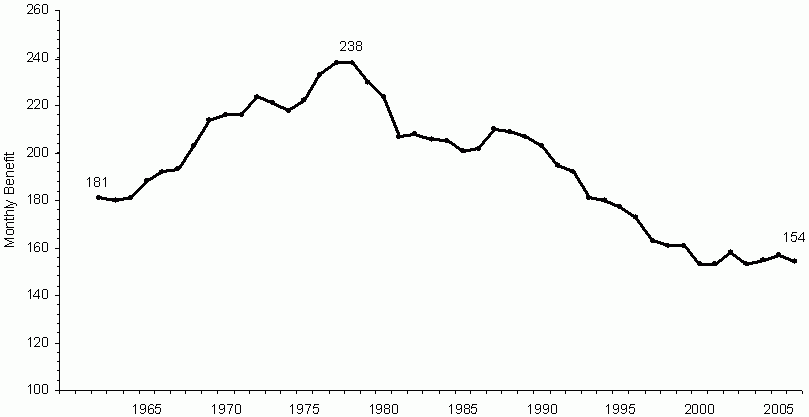
نمودار کاهش سرجمع میانگین ماهانه فواید رفاه AFDC Netting برای دریافت‌کنندگان در دورهٔ ۱۹۶۲–۲۰۰۶ (با دلار سال 2006).

رفاه (به انگلیسی: Welfare) یا تأمین اجتماعی (به انگلیسی: Social security) که گاهی به آن بهزیستی نیز گفته می‌شود، تأمین یک سطح از نیک‌بود یا نیک‌زیستی  و حمایت اجتماعی برای همهٔ شهروندان یک کشور است. در بیشتر کشورهای توسعه‌یافته، علاوه بر سازمان‌های خیریه، گروه‌های اجتماعی غیررسمی، گروه‌های مذهبی، و سازمان‌های دولتی، رفاه عمدتاً توسط خود مردم تأمین می‌شود.
رفاه ممکن است مستقیماً توسط دولت‌ها یا بنگاه‌های آنان، توسط سازمان‌های خصوصی، یا توسط ترکیبی از آن‌ها تأمین شود. اصطلاح دولت رفاهی به‌منظور توصیف دولتی که در آن اکثر خدمات رفاهی توسط حکومت ارائه می‌شود، مورد استفاده قرار می‌گیرد.